# 老西班牙小径半美元
老西班牙小径半美元（英語：Old Spanish Trail half dollar）是美国铸币局1935年生产的半美元纪念币，由钱币经销商莱曼·霍夫克设计并负责销售。
1930年，赫伯特·胡佛总统否决国会通过的加兹登购地半美元法案。曾竭力游说法案的霍夫克没有气馁，五年后又一次推动纪念币立法，以西班牙军官阿尔瓦·努涅斯·卡韦萨·德·巴卡16世纪早期的旅途为纪念目标。霍夫克确保国会授权他亲自设计硬币并主控营销，他在设计时自行拍板卡韦萨·德·巴卡旅程的时间和地点，硬币上虽然刻有霍夫克的故乡德克萨斯州艾尔帕索，但卡韦萨·德·巴卡历史上从未接近当地。不过这些问题都不影响国会在无人反对的情况下通过法案，也不影响富兰克林·德拉诺·罗斯福总统签字颁布法律。
霍夫克从铸币局买下出产的硬币后向收藏爱好者销售，表面上是代表地方博物馆，实际上不过是私人牟利，后来在国会听证时又矢口否认。硬币收藏杂志《钱币学家》没有记载纪念币发售方式引起的不满，霍夫克后于1939年当上美国钱币协会主席。钱币学界对硬币正面的牛头设计评价不一。老西班牙小径半美元只发行一万枚，许多想要集齐美国早期纪念币套装的收藏爱好者趋之若鹜，所以这款纪念币颇有价值。

## 背景

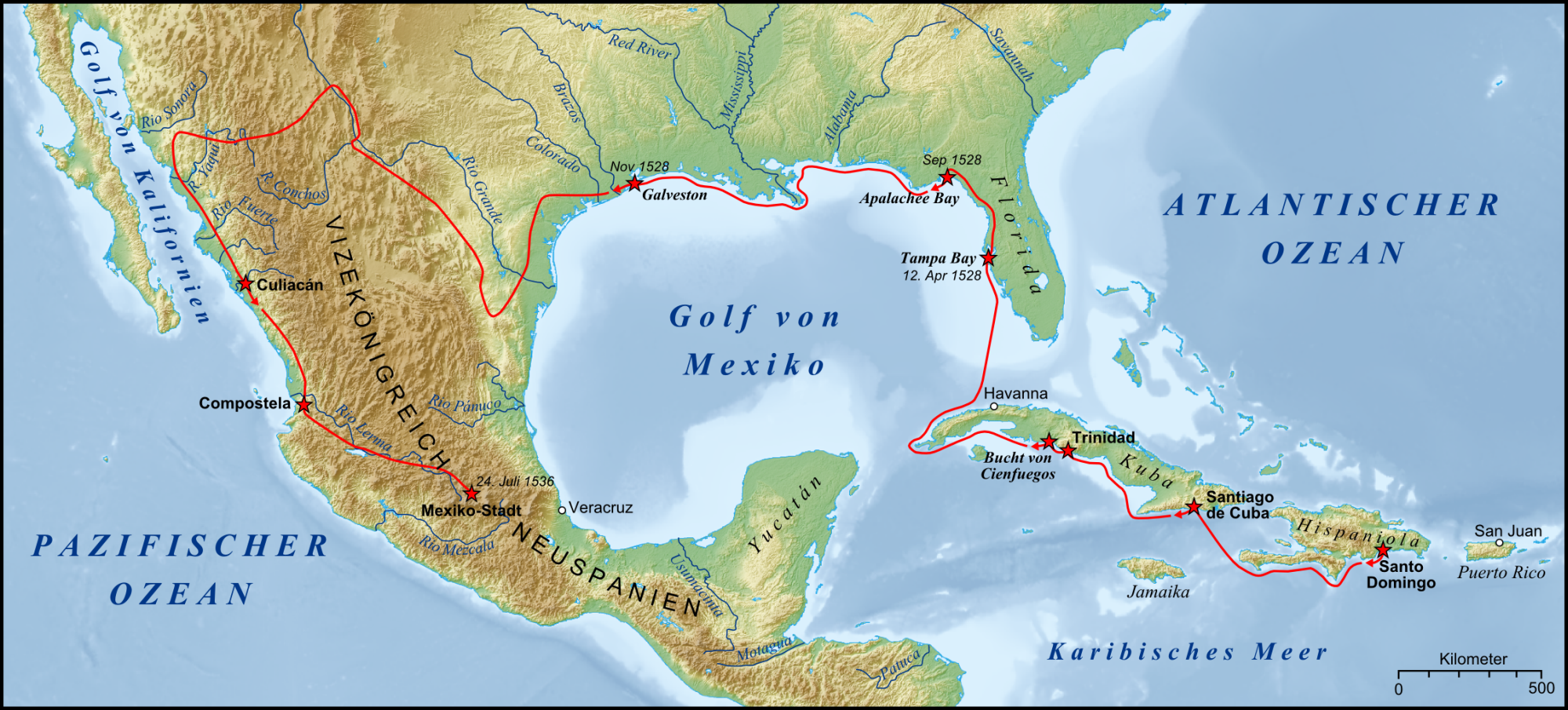
阿尔瓦·努涅斯·卡韦萨·德·巴卡行经地区

西班牙军官阿尔瓦·努涅斯·卡韦萨·德·巴卡曾于1528年带队探索坦帕湾周边土地，他们搜寻财宝的举动引来当地美洲原住民反感，德·巴卡最终遭到放逐。他与其他人乘小船沿海岸向西行进，最终抵达加尔维斯顿岛。德·巴卡成为卡兰卡瓦部落巫医，与印第安人生活一段时间后继续向西面的陆地前进，于1536年在北墨西哥发现西班牙巡逻队，然后回家把经历记录下来。据称，卡韦萨·德·巴卡的绰号“牛头”是西班牙国王所赐，感谢他帮忙引领军队翻越群山，从后方偷袭并大败摩尔人。
20世纪30年代，美国纪念币不经政府销售，而是国会授权某个组织独家拥有以面值从美国铸币局买下硬币，然后自行决定是否加价向公众转售的权力。以老西班牙小径半美元为例，获国会授权的组织是艾尔帕索博物馆硬币委员会，具体由委员会主席执行。

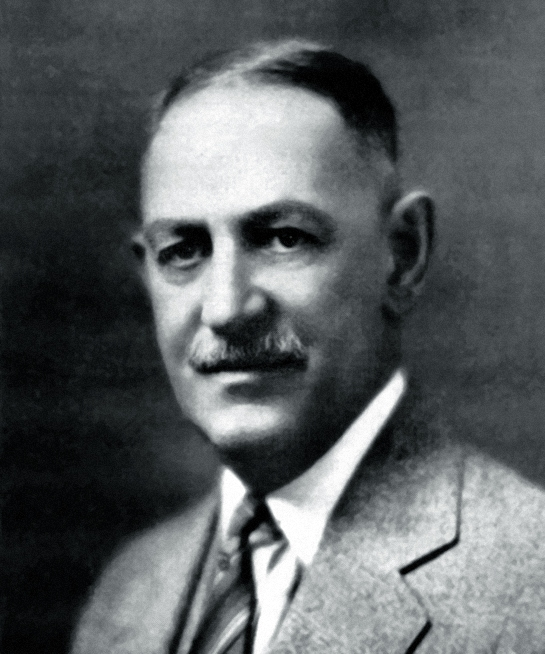
霍夫克于1939年当选美国钱币协会主席

莱曼·威廉·霍夫克是德克萨斯州艾尔帕索钱币经销商兼美国钱币协会官员，曾于1929年组织加兹登购地委员会（主要成员就是他一人）推动国会立法授权为盖兹登购地75周年发行纪念币。法案于1930年在国会两院通过，但赫伯特·胡佛认为美国长年滥发纪念币，因此对法案行使否决权。霍夫克虽然颇感失望，但并未就此放弃，于1935年再度尝试推动国会发行纪念币，纪念目标是卡韦萨·德·巴卡的旅程，人称老西班牙小径。为获得新币发行主控权，霍夫克直接担任艾尔帕索博物馆硬币委员会主席。他还到访首都与多位国会议员商议，甚至得到与富兰克林·德拉诺·罗斯福总统面谈五分钟的机会，霍夫克事后称，正是与总统的这次交流“救了我们”。霍夫克之后在国会作证时自称是埃尔帕索仅有的钱币经销商，所以不得不接受地方委托负责纪念币发行事宜；钱币学作家昆汀·戴维·鲍尔斯的纪念币主题专著声称上述证词纯属谎言，因为霍夫克曾在信件中称，埃尔帕索并不是没有别的钱币经销商，只是当地钱币收藏爱好者购买的硬币数量不多。

## 立法
1935年3月4日，德克萨斯州联邦众议员罗伯特·尤因·托马森在众议院递交法案，建议发行老西班牙小径半美元，法案随即转交铸币和度量衡委员会审议。委员会随后举行听证，托马森到场讲述德克萨斯州的历史，向委员会保证法案不会导致任何政府支出。4月2日，密苏里州议员约翰·科克伦代表委员会回报议会建议通过法案。4月3日，科克伦把包括老西班牙小径半美元在内的两部纪念币法案带到国会众议院楼层，以紧急情况为由要求议会立即审核。面对部分议员提出的疑问，科克伦称这些纪念币是为计划在夏天举办的庆典活动准备，此前的延误主要是因为委员会主席生病。众议院首先考虑老西班牙小径半美元法案。喜欢在议事时对科克伦恶作剧的华盛顿州议员马里昂·锡安格克提问：“又是为圣路易斯准备的吗？”科克伦回答：“不，和圣路易斯无关”。纽约州议员查尔斯·米勒德询问铸币和度量衡委员会的少数党（指共和党）委员是否同意，科克伦给予肯定答复并当场保证。德克萨斯州议员威廉·麦克法兰询问联邦政府需要为此支付多少开支，科克伦回答：“政府连五分钱都不用花。”议会于是通过法案，无人反对，科克伦接下来又推动哈德逊一百五十周年半美元法案通过。
法案送联邦参议院后转银行和货币委员会审核。5月23日，佛罗里达州议员邓肯·弗莱彻代表委员会回报参议院建议通过法案，无需修改。5月28日参议院审议法案时，犹他州议员威廉·亨利·金询问法案是否得到财政部支持，但这是众议院递交的法案，弗莱彻不知道财政部的态度，银行和货币委员会此前批准过许多针对类似庆典或博览会的纪念币法案，所以按惯例批准老西班牙小径半美元。参议院多数党领袖、阿肯色州议员约瑟夫·泰勒·罗宾逊指出，法案不会耗费政府任何开支，弗莱彻同意他的说法，声称政府还能通过铸币税赚钱。接下来参议院没有再进一步讨论直接通过法案，再经罗斯福总统签字生效，授权发行一万枚半美元。据硬币认证公司的老西班牙小径半美元介绍页面记载，“霍夫克为达个人目的改写历史，声称老西班牙小径、即早期探险家阿尔瓦·努涅斯·卡韦萨·德·巴卡与队友1527年发起的西班牙远征终点便是埃尔帕索，事实上根本没这回事。但国会显然觉得这无伤大雅，所以在1935年6月5日通过法案授权发行最多一万枚半美元纪念此次征程。”

## 准备

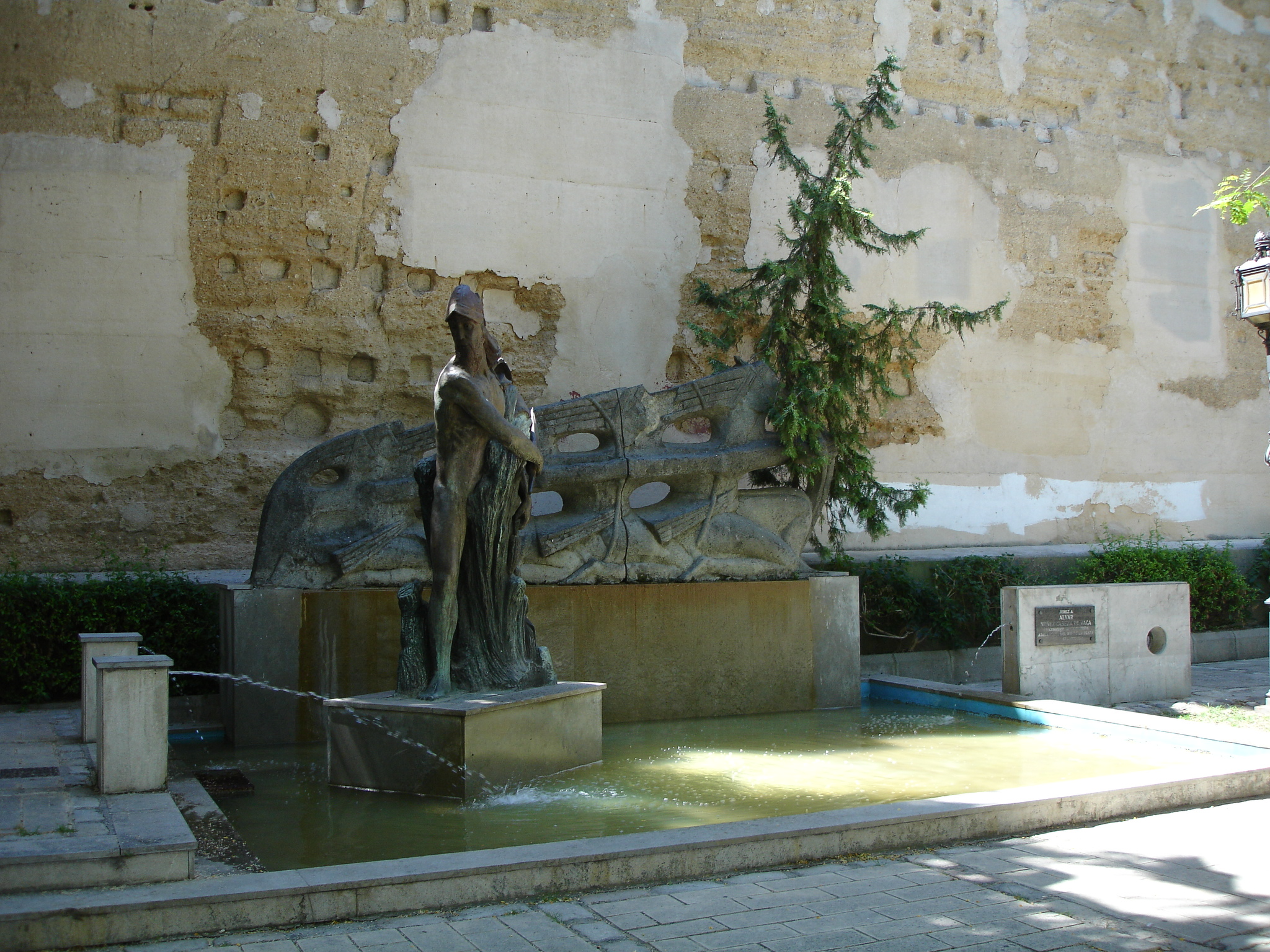
位于西班牙的卡韦萨·德·巴卡纪念像，赫雷斯-德拉弗龙特拉创作

霍夫克自行准备半美元的设计草图并发到美国铸币局审批，局长内莉·泰洛·罗斯于6月27日把草图转交美国美术委员会，请委员会提出建议。罗斯对纪念起止年份之间的霍夫克姓名首字母缩写颇为反感，提醒委员会留意此处应该反对。委员会安排雕塑家委员李·劳列审核，劳列认为只要模具制作得当，这样设计出来的硬币应该会很漂亮。罗斯还指出草图上没有铭文“自由”，劳列也觉得必须加上这个词，建议放在牛的两角之间，霍夫克同意修改。劳列还建议把霍夫克的姓名首字母缩写改到不那么显眼。劳列提出的问题解决后，美术委员会全体会议批准设计方案。
埃尔帕索人士埃德蒙·森获聘根据设计方案和美术委员会的要求制作石膏模型。霍夫克自称曾打算聘请一到三名美国东部的雕塑家，但他们需要的时间太长，而且都要求按个人设想修改设计。霍夫克还称，森此时虽然失业，但完全可以胜任，后来森就在霍夫克的车库工作。美术委员会对模型上的牛头外观不满意，要求修改。同时觉得（“自由”）不是格言，不该像格言一样印在丝带上。森按要求修改模型，但牛头的调整幅度很小。

## 设计

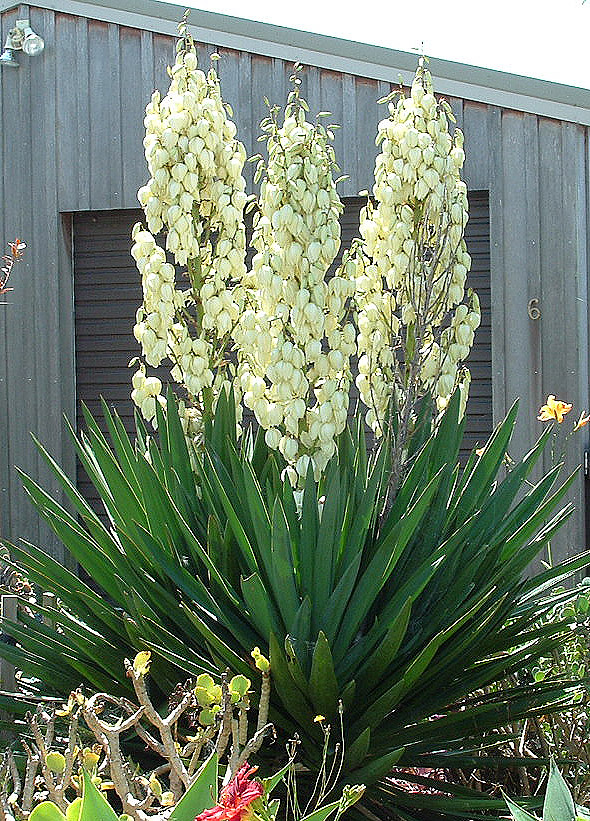
硬币背面是盛开的丝兰

卡韦萨·德·巴卡没有画像存世，硬币正面牛头是指代他的画谜，牛头下方是他包含头衔的全名。除此以外正面只有铭文，没有其他设计元素。艾莉·斯拉伯的纪念币主题著作认为正面设计很不正规，但还是达到预期目标，只管简明地表述纪念事物，整体图案简洁且赏心悦目。
半美元背面是盛开的丝兰，并以美国墨西哥湾沿岸五个州的地图为背景，还有从佛罗里达州开始贯穿五州直抵埃尔帕索的线条，意指当年卡韦萨·德·巴卡的路线，埃尔帕索是纪念币上仅有的地名。霍夫克在向铸币局递交设计草图时表示，希望图上的地名不会遭遇反对，因为过去的硬币上有类似先例。卡韦萨·德·巴卡的路线上有多个点，分别代表聖奧古斯丁、杰克逊维尔、塔拉赫西、莫比尔、新奥尔良、加尔维斯敦和圣安东尼奥。但这样的路线与历史实际不符，卡韦萨·德·巴卡当年主要是划船经过墨西哥湾沿岸大部分地区，极少登上陆地。2014年，钱币学家丹·布拉德斯撰文指出：“真正的老西班牙小径与（霍夫克声称）卡韦萨·德·巴卡走过的路线完全不同”。霍夫克在纪念年份上同样自由发挥，1535年在卡韦萨·德·巴卡的旅程中没有任何显著之处。
安东尼·斯沃泰克2012年的纪念币著作称赞老西班牙小径半美元“漂亮且备受青睐”。鲍尔斯指出，纪念币“打一开始就得到收藏爱好者追捧，热情至今不衰”。
美术史学家科尼利厄斯·弗缪尔1971年出版的美国钱币和奖章主题著作声称老西班牙小径半美元“肯定是美国铸币局历史上最难看的纪念币，而且很可能是1793年至今官方主持制造最丑陋的美国硬币”。他批评硬币上用牛头代表卡韦萨·德·巴卡，就像十美分硬币如果用玫瑰田来代表罗斯福一样荒唐。弗缪尔还引述斯拉伯所说“简明表述纪念事物”的赞美，称：“真正的问题在于，这样的故事是否值得在美国半美元上讲述”。

## 生产和发行
1935年6月《钱币学家》登出霍夫克拟定的简短通告，自称作为博物馆委员会主席，他将以两美元单价销售老西班牙小径半美元，买家需另行支付邮资。霍夫克称，纪念币发行总量仅一万枚，“希望所有收藏爱好者都能买到，不会容许投机商囤积居奇”。他还在一个月后刊登广告，自称已开始接受订单，希望铸币局能在60天内完成生产。
1935年9月，费城铸币局出产10008枚老西班牙小径半美元，其中八枚由铸币局保留，等待1936年美国化验委员会的年度检测。霍夫克事后致信另一位钱币经销商，自称花钱买下这些硬币，这都是他的财产，由他来销售，而且埃尔帕索博物馆仅有的两枚也是他送的礼物，所以销售利益毫无疑问也应归他所有。1936年3月在国会作证时，霍夫克否认半美元归他所有的说法。鲍尔斯所在公司持有霍夫克的文件，鲍尔斯认为大部分纪念币都是霍夫克向收藏爱好者及其他有意者出售，但他还是尽量避免卖给投机商。他还自行保留一定数量，但又在公开场合否认。1953年，霍夫克致信另一经销商，自称每个月还会出售少量老西班牙小径半美元。霍夫克庄园的硬币于1967年公开销售，其中包括拍卖的63枚老西班牙小径半美元。霍夫克在发行期间设法避免引起硬币收藏界不满，但即便有人不满，《钱币学家》也不会刊登他们的意见。1936年，霍夫克又成为伊利诺伊州埃尔金百年纪念半美元的发行商，再于1939年当选美国钱币协会主席。斯沃泰克和沃尔特·布林的著作称：“没有任何丑闻能与霍夫克联系起来”。
老西班牙小径半美元的发行量很低，所以深受有意集齐所有种类纪念币的收藏爱好者追捧。成色达到未流通级的半美元1940年零售价四美元，此后继续升值，1955年涨至38美元，1975年达510美元。根据理查德·约曼2018年豪华版的《美国钱币指南手册》，这款纪念币视成色而定，价值在1050至1450美元范围。2005年，一枚成色根据谢尔顿硬币分级标准判定基本完美的老西班牙小径半美元经拍卖以2.53万美元成交。

### 脚注
1. 1 2  Flynn，第172頁.
2. 1 2 3  Slabaugh，第106頁.
3. ↑  Slabaugh，第3–5頁.
4. ↑  Flynn，第353頁.
5. 1 2  Swiatek，第255頁.
6. ↑  Bowers，第301–302頁.
7. ↑  Bowers，第306頁.
8. 1 2 3  Old Spanish Trail Commemorative 50-Cent Pieces, United States Congress & ProQuest.
9. ↑  Coinage of 50-Cent Pieces in Commemoration of the Cabeza de Vaca Expedition and Opening of the Old Spanish Trail, United States House of Representatives & ProQuest.
10. 1 2   81: 4951. 1935-04-03.
11. ↑   81: 4952. 1935-04-03.
12. ↑  Coinage of 50-Cent Pieces in Commemoration of the Cabeza de Vaca Expedition and Opening of the Old Spanish Trail, United States Senate & ProQuest.
13. ↑   81: 8318. 1935-05-28.
14. ↑  Silver Commemoratives: 1935 Spanish Trail 50C MS & Numismatic Guaranty Corporation.
15. ↑  Taxay，第175–76頁.
16. 1 2 3  Swiatek & Breen，第180頁.
17. ↑  Bowers，第304頁.
18. ↑  Taxay，第176頁.
19. ↑  Taxay，第178頁.
20. ↑  Flynn，第171頁.
21. ↑  Brothers，第65頁.
22. ↑  Swiatek，第258頁.
23. ↑  Bowers，第310頁.
24. ↑  Vermeule，第191頁.
25. 1 2  Vermeule，第192頁.
26. ↑  Hoffecker 1935，第375頁.
27. ↑  Hoffecker & 193506，第479頁.
28. ↑  Bowers，第301頁.
29. ↑  Bowers，第305–309頁.
30. ↑  Bowers，第305頁.
31. ↑  Lupia 2018.
32. ↑  Bowers，第310–311頁.
33. ↑  Yeoman，第1080頁.
34. ↑  Flynn，第173頁.

### 书籍和期刊
- Brothers, Dan. . The Numismatist (American Numismatic Association). 2014-06: 65  [2020-09-03]. （原始内容存档于2020-11-25）.
- Bowers, Q. David. . Wolfeboro, NH: Bowers and Merena Galleries, Inc. 1992  [2020-09-03]. ISBN 978-0-943161-35-8.
- Flynn, Kevin. . Roswell, GA: Kyle Vick. 2008. OCLC 711779330.
- Slabaugh, Arlie R.  second. Racine, WI: Whitman Publishing. 1975. ISBN 978-0-307-09377-6.
- Swiatek, Anthony. . Chicago, IL: KWS Publishers. 2012. ISBN 978-0-9817736-7-4.
- Swiatek, Anthony; Breen, Walter. . New York, NY: Arco Publishing. 1981  [2020-09-03]. ISBN 978-0-668-04765-4.
- Taxay, Don. . New York, NY: Arco Publishing. 1967. ISBN 978-0-668-01536-3.
- Vermeule, Cornelius. . Cambridge, MA: The Belknap Press of Harvard University Press. 1971  [2020-09-02]. ISBN 978-0-674-62840-3.
- Yeoman, R. S.  Mega Red 4th. Atlanta, GA: Whitman Publishing, LLC. 2018. ISBN 978-0-7948-4580-3.
- Hoffecker, L.W. . The Numismatist. 1935-06: 375.
- Hoffecker, L.W. . The Numismatist. 1935-06: 479.

### 网页
- .   [2018-09-19]. （原始内容存档于2019-05-07） –ProQuest.
- . United States House of Representatives. 1935-04-02  [2019-09-08]. （原始内容存档于2019-05-07） –ProQuest.
- . United States Senate. 1935-05-23  [2019-09-08]. （原始内容存档于2019-05-07） –ProQuest.
- . Numismatic Guaranty Corporation.   [2020-09-03]. （原始内容存档于2019-08-22）.
- Lupia, John N. III. . Encyclopedic Dictionary of Numismatic Biographies. 2018  [2020-09-03]. （原始内容存档于2020-09-01）.